# Ханс Кристерн
Ханс Кристерн (на немски: Hans Christern) е германски офицер, който служи по време на Втората световна война.

## Живот и кариера
Ханс Кристерн е роден на 24 януари 1900 г. в Лауенбуре, Германска империя. През 1941 г., по време на Втората световна война, служи в 5-а танкова дивизия, където командва 2-ри батальон от 31-ви танков полк. На 23 март 1945 г. е назначен за командир на 7-а танкова дивизия. Заема поста до 3 май 1945 г. Умира на 17 юни 1966 г.

## Дати на произвеждане в звание
- Оберст – 1 ноември 1943 г.

## Награди
- Рицарски кръст – 31 януари 1941 г.